# Eucelatoria dominica
Eucelatoria dominica är en tvåvingeart som beskrevs av Curtis W. Sabrosky 1981. Eucelatoria dominica ingår i släktet Eucelatoria och familjen parasitflugor.
Artens utbredningsområde är Dominikanska republiken. Inga underarter finns listade i Catalogue of Life.